# Thomas Erikson
Thomas Lennart Joakim Erikson (Örnsköldsvik, 19 september 1965) is een Zweeds schrijver en gedragsdeskundige.
Erikson is voornamelijk bekend van zijn boek Omgiven av idioter (in het Nederlands uitgebracht als: Omringd door idioten), het boek werd in ruim veertig verschillende talen uitgebracht en anno 2021 zijn er ruim drie miljoen exemplaren van verkocht. Dankzij deze bestseller bracht Erikson hierop meerdere vervolgen uit.

### Alex King
- Bländverk (2011), verscheen in het Nederlands als Illussie (2014)
- Illdåd (2012), verscheen in het Nederlands als Wandaden (2015)
- Vanmakt (2013)
- Vedergällning (2014)

### Omringd door ...
- Omgiven av idioter (2014), verscheen in het Nederlands als Omringd door idioten (2018)
- Omgiven av psykopater (2017), verscheen in het Nederlands als Omringd door psychopaten (2019)
- Omgiven av dåliga chefer (2018), verscheen in het Nederlands als Omringd door slechte bazen (2020)
- Omgiven av latmaskar (2018)
- Omgiven av motgångar (2020), verscheen in het Nederlands als Omringd door tegenslag (2023)
- Omgiven av narcissister (2021), verscheen in het Nederlands als Omringd door narcisten (2022)
- Omgiven av energitjuvar (2022), verscheen in het Nederlands als Omringd door energievreters (2023)
- Omgiven av lögnare (2024), verscheen in het Nederlands als Omringd door leugenaars (2024)

### Rita Benson
- Av jord är du kommen, in samenwerking met Christina Granbom (2015)
- Dödgrävarens dotter, in samenwerking met Christina Granbom (2017)

### Overig
- Miljardären (2023), verscheen in het Nederlands als De miljardair (2024)

## Bestseller 60
| Boeken met noteringen in de Nederlandse Bestseller 60 | Jaar van verschijnen | Datum van binnenkomst | Hoogste positie | Aantal weken | Opmerkingen |
| ----------------------------------------------------- | -------------------- | --------------------- | --------------- | ------------ | ----------- |
| Omringd door idioten                                  | 2018                 | 27-10-2021            | 3               | 174*         | Gouden Boek |
| Omringd door energievreters                           | 2023                 | 01-11-2023            | 42              | 3            |             |